# Battle rap a cappella
Pour les articles homonymes, voir Battle (confrontation artistique) et Battle.

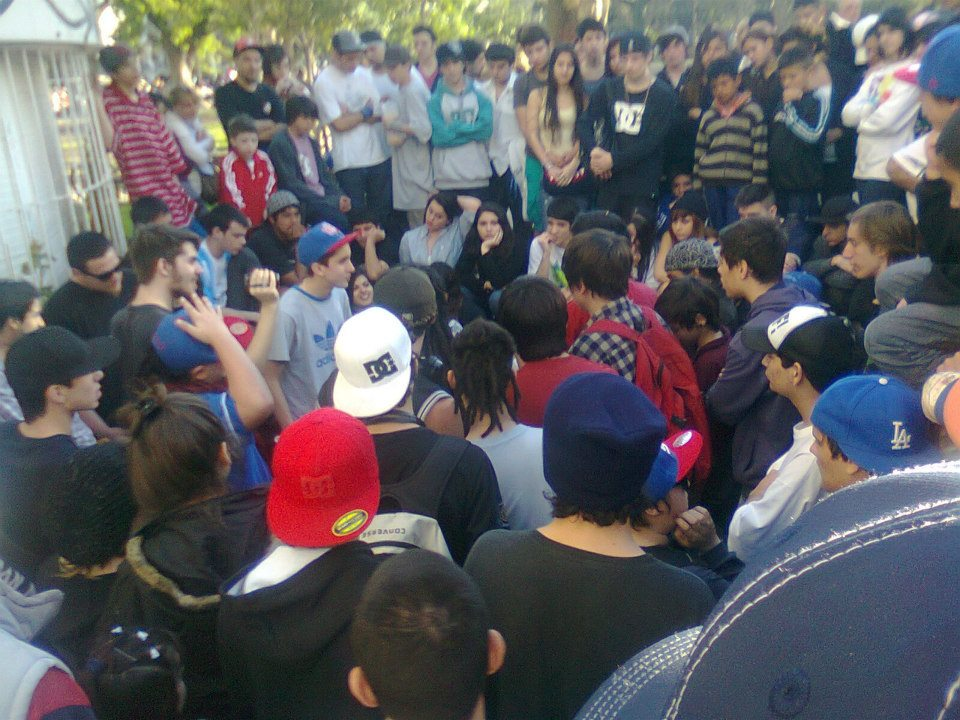
Battle de rue entre deux rappeurs.

Le battle rap a cappella est un dérivé du battle dépourvu de bande-son. C’est un affrontement entre deux artistes, une joute oratoire. Ces joutes ont souvent pour but de descendre l'adversaire avec des clashs, cependant il existe des battles de compliments dont le but est de mettre en valeur l'adversaire.
Ce concept a donc apporté la lumière sur certains rappeurs francophones comme à travers l'émission Rap Contenders, qui a fait connaître Nekfeu lors de son battle contre Logik Konstantine ou encore Bigflo et Oli contre Sakage et Kemar.

## Déroulement
Les présentateurs introduisent les jouteurs pouvant être représentés par un ou plusieurs participants, ainsi que le jury qui évaluera la performance à l'issue du battle, pour en déterminer le vainqueur. Il y a en général un public pour ajouter une ambiance à l'évènement. Les concurrents se mesurent en connaissance de cause : un ou deux mois à l'avance, on leur annonce qui sera leur adversaire. Ils se mettent alors à étudier son profil, visionnent ses passages précédents, tentent de saisir ses caractéristiques physiques, ses défauts d’élocution ou toute faille qu'ils pourront exploiter dans leurs attaques.
Ils fignolent ainsi des textes qu'ils apprennent par cœur, en vue de les ressortir au moment adéquat, tout en rebondissant sur les piques de l'adversaire. Ainsi se dessinent les modalités d'un affrontement verbal complet, où entrent en jeu l'écriture, le flow, la mémoire et l'esprit d’à-propos. Les règles sont aussi fixées entre eux par les futurs adversaires, certains, refusant qu'on aborde des sujets tabou comme la famille.

## Ligues
Parmi les ligues francophones, on compte les Rap Contenders, l'une des plus populaires en France. Toujours en France, les autres ligues incluent : Jokes Over Barz, 59 Arena et Kick & Clash pour ne citer qu’eux. Au Québec, les ligues comprennent notamment le WordUp! et le Versos.

## Lexique
Ce lexique est tiré en grande partie des battles rap de ligues étrangères et entre-autres anglophones.
- Flip : rebondir sur une phase du couplet de l'adversaire en improvisant une ligne de réponse[7]
- Choke : trou de mémoire ou déséquilibre émotionnel empêchant la parole[7]
- Stumble : petit trou de mémoire[7]
- Bars : une punchline avec un double sens[7]
- Gun Bars : un punchline en rapport aux armes à feu
- Joke : une blague qui n'est forcément propre au battle rap[7]
- Multi : faire rimer plusieurs syllabes sur une même phase (rime multisyllabique)
- Sleep : une absence de réaction du public pour une phase[7]
- Reach : une phase dont le sens n'est pas immédiatement accessible à la compréhension[7]
- Hype man : camarade sur scène chargé de surréagir aux textes de l'artiste qui battle et chargé de motiver l'artiste et ambiancer le public[7]
- MMP : (Même Mot Pattern) utiliser en conclusion de lignes le même mot trois fois ou plus[7]
- Spittz : variante du MMP, consiste à répéter en fin de ligne un mot ou groupe de mots à la prononciation quasi identique ou le même mot avec un sens différent[7]
- RAIDS : Rimes Absurdes Idiotes Dépourvues de Sens[7]
- Gimmick / Antic : utiliser un accessoire ou une personne hors battle pour le battle (ramener un accessoire, un membre de sa famille…)[7]
- Bodybag : un battle à sens unique, une victoire écrasante[7]
- Personal : une ligne qui s'adresse à l'adversaire en sortant un dossier, un élément factuel de sa vie hors battle[7]
- Reality check : faire la morale à l'adversaire[7]
- Spit : la performance dans le delivery[7]
- Delivery : le flow d'un couplet, sa musicalité[7]
- Pattern : dissimuler le champ lexical d'un sujet dans un schéma de rimes[7]
- Haymaker : punchline assassine qui fait réagir tout le public à l'unisson[7]
- Roster : ensemble des MC d'une carte d'un événement de battle rap[7]
- Top/Mid/Low/God tier : classement des participants des batle rap par tiers[7]
- G.O.A.T : (Greatest Of All Time) légende vivante[7]
- Tight : battle dont le résultat est serré[7]
- Step up : monter d'un cran, prendre du niveau, s'améliorer[7]
- A-game : meilleur niveau d'un battle MC[7]
- Keep it going : attraper la réaction du public et continuer le déroulement des rimes[7]
- Fillers : rimes avant une punchline et la préparant[7]
- Générique : phase pouvant s'appliquer à n'importe quel adversaire[7]
- Corny : phase déjà vue et revue sans originalité[7]
- Bite : (de l'anglais to bite : mordre) recopier une phase, gestuelle, un flow[7]
- Grudge match : battle entre deux adversaires qui ne s'aiment pas personnellement[7]
- Match up : la confrontation de deux MC à l'annonce d'une carte[7]
- Call out : un appel du pied à un MC en vue de l'affronter[7]
- Shots fired : un tir en dehors du battle (adresse à un artiste autre que l'adversaire)[7]